# JCSAT-3
JCSAT-3は、かつてJSAT社(現・スカパーJSAT)が打ち上げ、運用していた通信衛星。メーカーはヒューズで、1995年8月27日にアリアン2ロケットにより打ち上げられた。
2007年に運用終了した。